# 4727 Ravel
4727 Ravel è un asteroide della fascia principale. Scoperto nel 1979, presenta un'orbita caratterizzata da un semiasse maggiore pari a 2,8970760 UA e da un'eccentricità di 0,0949296, inclinata di 3,19692° rispetto all'eclittica.